# Jo Leedham
Johannah Alison Leedham, coniugata Warner, detta Jo (Chester, 5 dicembre 1987), è un'ex cestista britannica.

## Carriera
È stata selezionata dalle Connecticut Sun al terzo giro del Draft WNBA 2010 (27ª scelta assoluta).
Con la Gran Bretagna ha disputato i Giochi olimpici di Londra 2012 e tre edizioni dei Campionati europei (2011, 2013, 2019).